# Integral trigonométrica
As integrais trigonométricas são uma família de integrais que envolvem funções trigonométricas. Aqui, apresentamos uma lista de tais integrais:

## Senointegral[1][2]
{\displaystyle {\rm {Si}}(x)=\int _{0}^{x}{\frac {\sin t}{t}}\,dt,\quad (|x|<\infty )}
{\displaystyle {\rm {si}}(x)=-\int _{x}^{\infty }{\frac {\sin t}{t}}\,dt={\rm {Si}}(x)-{\frac {1}{2}}\pi ,\quad (|x|<\infty )}

## Cossenointegral:[1][2]
{\displaystyle {\rm {Ci}}(x)=\theta +\ln x+\int _{0}^{x}{\frac {\cos t-1}{t}}\,dt,\quad (0<x<\infty )},    {\displaystyle \theta \approx 0,57722} é a constante de Euler.
{\displaystyle {\rm {Cin}}(x)=\int _{0}^{x}{\frac {1-\cos t}{t}}\,dt,\quad (0<x<\infty )}
{\displaystyle {\rm {ci}}(x)=-\int _{x}^{\infty }{\frac {\cos t}{t}}\,dt,\quad (0<x<\infty )}

## Seno hiperbólicointegral:[2]
{\displaystyle {\rm {Shi}}(x)=\int _{0}^{x}{\frac {\sinh t}{t}}\,dt}

## Co-seno hiperbólicointegral:[2]
{\displaystyle {\rm {Chi}}(x)=\theta +\ln x+\int _{0}^{x}{\frac {\cosh t-1}{t}}\,dt}
{\displaystyle {\text{cinh}}(x)=\int _{0}^{x}{\frac {\cosh(t)-1}{t}}dt}